# 渋柿
『渋柿』（しぶがき）は、渋柿社による俳誌。夏目漱石の弟子、松根東洋城が1915年に大正天皇侍従として式部官在任中に主宰創刊。松尾芭蕉の俳諧理念（わび・さび・しをり）を探究、「芭蕉直結・芭蕉に還れ」を掲げて心境・境涯俳句の創作に努める。夏目漱石門下の小宮豊隆、寺田寅彦、安倍能成、鈴木三重吉、戸川幸夫、吉田洋一も投稿している。現在は安原谿游が主宰。

## 沿革
- 1914年（大正3年）松根東洋城が宮内省式部官のとき、大正天皇から俳句について聞かれ「渋柿のごときものにては候へど」と答えたことが有名となった。
- 1915年（大正4年）松根東洋城が俳誌『渋柿』を創刊主宰。
- 1916年（大正5年）正岡子規没後『ホトトギス』を継承した高浜虚子が、東洋城を『国民新聞』俳壇の選者から下ろし、代わって虚子自身が選者になったことを契機に東洋城は『ホトトギス』を離脱した。
- 1952年（昭和27年）東洋城は隠居を表明し、主宰を創刊時から選者として参加し、「国民新聞」の俳句欄で活躍していた門下の野村喜舟に譲る。24年間主宰を務める。句集『小石川』「紫川」などを発刊し、小倉北区の篠崎八幡神社には「鶯や紫川にひびく声」の句碑がある。
- 1976年（昭和51年）徳永山冬子主宰。4年間主宰を務める。
- 1990年（平成2年）米田双葉子主宰。8年間主宰を務める。
- 1998年（平成10年）渡部抱朴子主宰。12年間主宰を務める。俳人協会評議員、子規顕彰全国短歌大会選者などを歴任。愛媛県西条市石鎚山ハイウェイオアシスには「山石鎚 海瀬戸内や 秋晴るる」、愛媛県中山町永田三島神社には「神苑の 木洩日蒼き 五月かな」の句碑がある。
- 2010年（平成22年）松岡潔主宰。
- 2015年（平成27年）渡邊孤鷲主宰。
- 2022年（令和4年）安原谿游主宰代行。
- 2023年（令和５年）安原谿游主宰。

## 名称の由来
1914年（大正3年）、東洋城が宮内省式部官のとき、大正天皇から俳句について聞かれ「渋柿のごときものにては候へど」と答えたことが有名となったことから。なお「渋柿」平成２９年３月号の谷本清流氏の文章によれば、もう一説あり、かつての漱石の〈能もなき渋柿共や門の内〉という句に和して、東洋城が、〈能もなき渋柿共が誠かな〉という句を作っていたことから「渋柿」に決まったと言われている。